# Куп Југославије у фудбалу 1959/60.
Куп Југославије у фудбалу 1959/60. је такмичење у је учествовало укупно 1896 екипа из СФРЈ. У завршницу се пласирало 32 клуба (и то 12 из НР Србије, 9 из НР Хрватске, 6 из НР Босне и Херцеговине, по два из НР Црне Горе и НР Македоније и само један клуб из НР Словеније).
Такмичење је почело 1. децембра 1959, а финална утакмица је одиграна 26. маја 1960. године.
У сезони 1960/61. почиње ново европско такмичење у фудбалу Куп победника купова у којем ће учествовати освајачи националних купова. Први представник Југославије у овом такмичењу био је победник Купа Југославије 1959/60., Динамо Загреб.

## Шеснаестина финала
| Утак. | Клуб, Место            | Резултат               | Клуб, Место         |
| ----- | ---------------------- | ---------------------- | ------------------- |
| 1.    | Жељезничар Сарајево    | 1:0                    | Пролетер Осијек     |
| 2.    | Спартак Суботица       | 5:1                    | Ријека              |
| 3.    | Хајдук Сплит           | 2:0                    | Раднички Сомбор     |
| 4.    | Раднички Београд       | 1:1 (1:1, 0:0) 3:4 пен | Будућност Титоград  |
| 5.    | Напредак Крушевац      | 0:2                    | Раднички Крагујевац |
| 6.    | Браник Марибор         | 0:3                    | Војводина Нови Сад  |
| 7.    | Црвена звезда Београд  | 2:2 (1:1, 1:0) 5:6 пен | Партизан Београд    |
| 8.    | Борац Бања Лука        | 0:2                    | Хајдук Сплит        |
| 9.    | Срем Сремска Митровица | 1:2 (1:1, 1:1)         | Динамо Загреб       |
| 10.   | Победа Прилеп          | 0:1                    | Вележ Мостар        |
| 11.   | Раднички Ниш           | 3:1                    | Сарајево            |
| 12.   | Трешњевка Загреб       | 2:1                    | Слобода Тузла       |
| 13.   | Електрострој Загреб    | 4:0                    | Сплит               |
| 14.   | Слога Вуковар          | 2:6                    | Локомотива Загреб   |
| 15.   | Сутјеска Никшић        | 2:0                    | Вардар Скопље       |
| 16.   | Босна Високо           | 0:3                    | ОФК Београд         |

## Осмина финала
| Утак. | Клуб, Место         | Резултат       | Клуб, Место         |
| ----- | ------------------- | -------------- | ------------------- |
| 1.    | Вележ Мостар        | 8:1            | Раднички Крагујевац |
| 2.    | ОФК Београд         | 1:0            | Локомотива Загреб   |
| 3.    | Спартак Суботица    | 3:4 (2:2, 0:1) | Партизан Београд    |
| 4.    | Будућност Титоград  | 0:1            | Жељезничар Сарајево |
| 5.    | Динамо Загреб       | 3:2 (2:2, 0:2) | Трешњевка Загреб    |
| 6.    | Војводина Нови Сад  | 7:2            | Раднички Ниш        |
| 7.    | Хајдук Сплит        | 4:2            | Сплит               |
| 8.    | Електрострој Загреб | 4:1            | Сутјеска Никшић     |

## Четрвртфинале
| Утак. | Клуб, Место      | Резултат | Клуб, Место         |
| ----- | ---------------- | -------- | ------------------- |
| 1.    | Вележ Мостар     | 1:0      | ОФК Београд         |
| 2.    | Партизан Београд | 2:1      | Жељезничар Сарајево |
| 3.    | Динамо Загреб    | 2:1      | Војводина Нови Сад  |
| 4.    | Хајдук Сплит     | 2:1      | Електрострој Загреб |

## Полуфинале
| Утак. | Клуб, Место   | Резултат | Клуб, Место      |
| ----- | ------------- | -------- | ---------------- |
| 1.    | Вележ Мостар  | 2:3      | Партизан Београд |
| 2.    | Динамо Загреб | 2:1      | Хајдук Сплит     |

## Финале
| Утак. | Клуб, Место   | Резултат | Клуб, Место      |
| ----- | ------------- | -------- | ---------------- |
| 1.    | Динамо Загреб | 3:2      | Партизан Београд |

| Домаћи клуб                          | Резултат | Гостујући клуб |
| ------------------------------------ | --- | --- |
| Динамо Загреб                        | 3 - 2 | Партизан Београд |
| Датум                                | 26. мај, 1960. | 26. мај, 1960. |
| Стадион                              | Стадион ЈНА, Београд | Стадион ЈНА, Београд |
| Гледалаца                            | 40.000 | 40.000 |
| Судија                               | Ф. Таслиџић (Осијек) | Ф. Таслиџић (Осијек) |
| НК Динамо (тренер: Милан Антолковић) | Мирко Стојановић, Јосип Шикић, Фрањо Гашперт, Владимир Чонч, Томислав Црнковић, Жељко Перушић, Лука Липошиновић, Дражен Јерковић, Жељко Матуш, Драгољуб Блажић, Недељко Дуганџија             | Мирко Стојановић, Јосип Шикић, Фрањо Гашперт, Владимир Чонч, Томислав Црнковић, Жељко Перушић, Лука Липошиновић, Дражен Јерковић, Жељко Матуш, Драгољуб Блажић, Недељко Дуганџија             |
| ФК Партизан (тренер: Илијеш Шпиц)    | Милутин Шошкић, Велимир Сомболац, Фахрудин Јусуфи, Илија Митић, Божидар Пајевић, Велибор Васовић, Звездан Чебинац, Владица Ковачевић, Томислав Калоперовић, Милан Галић, Бранислав Михајловић | Милутин Шошкић, Велимир Сомболац, Фахрудин Јусуфи, Илија Митић, Божидар Пајевић, Велибор Васовић, Звездан Чебинац, Владица Ковачевић, Томислав Калоперовић, Милан Галић, Бранислав Михајловић |
| Стрелци                              | 0-1 Калоперовић, 9', 1:1 Јерковић 14', 2:1 Липошиновић 49', 3:1 Јерковић 53, 3:2 Ковачевић 73‘                                                                                                | 0-1 Калоперовић, 9', 1:1 Јерковић 14', 2:1 Липошиновић 49', 3:1 Јерковић 53, 3:2 Ковачевић 73‘                                                                                                |

## Резултати победника Купа Југославије 1959/60. уКупу победника купова 1960/61
| Ранг         | Клуб                | Држава       | укупан рез. | Држава | Клуб          | 1. утак. | 2. утак. |
| ------------ | ------------------- | ------------ | ----------- | ------ | ------------- | -------- | -------- |
| Четвртфинале | Црвена звезда Брно  | Чехословачка | 0 - 2       | СФРЈ   | Динамо Загреб | 0-0      | 0-2      |
| Полуфинале   | Фиорентина, Фиренца | Италија      | 4 - 2       | СФРЈ   | Динамо Загреб | 3-0      | 1-2      |